# The Gift (telenovela)
The Gift é uma telenovela filipina produzida e exibida pela GMA Network de 16 de setembro de 2019 a 7 de fevereiro de 2020, estrelada por Alden Richards.

## Enredo
Joseph, um vendedor em Divisoria, usa seu charme e entusiasmo para enfrentar os dias difíceis. Junto com sua família adotiva, Strawberry e Char, ele continua a encontrar a felicidade, apesar dos desafios da vida. Um dia, ele sofre um acidente de quase morte que o leva a perder a visão e ganhar a habilidade de clarividência.

## Elenco

### Elenco principal
- Alden Richards como Joseph Toledo / Serafin "Sep" Apostol[2]

### Elenco de apoio
- Jean Garcia como Nadia Montes-Toledo/Marcelino[2]
- Jo Berry como Strawberry "Straw" Apostol Anzures[2]
- Elizabeth Oropesa como Charito "Char" Apostol[2]
- Martin del Rosario como Jared M. Marcelino[2]
- Mikee Quintos como Amor[2]
- Christian Vasquez como Javier R. Marcelino[2]
- Rochelle Pangilinan como Francine Delgado[2]
- Mikoy Morales como Benedict "Bistek" Tecson [2]
- Divine Tetay como Tonya[2]
- Betong Sumaya como Asi[2]
- Luz Valdez como Puring Reyes Marcelino[3]
- Victor Anastacio como Andoy[3]
- Ysabel Ortega como Sabina M. Marcelino[2]
- Thia Thomalla como Faith Salcedo[2]

## Exibição
| País/Região      | Emissora     | Data de estréia        | Data de final          | Título               |
| ---------------- | ------------ | ---------------------- | ---------------------- | -------------------- |
| Filipinas        | GMA Network  | 16 de setembro de 2019 | 7 de fevereiro de 2020 | The World Between Us |
| Estados Unidos   | GMA Pinoy TV | setembro de 2019       | fevereiro de 2020      | The World Between Us |
| Canadá           | GMA Pinoy TV | setembro de 2019       | fevereiro de 2020      | The World Between Us |
| Japão            | GMA Pinoy TV | setembro de 2019       | fevereiro de 2020      | The World Between Us |
| Taiwan           | GMA Pinoy TV | setembro de 2019       | fevereiro de 2020      | The World Between Us |
| Hong Kong        | GMA Pinoy TV | setembro de 2019       | fevereiro de 2020      | The World Between Us |
| Malásia          | GMA Pinoy TV | setembro de 2019       | fevereiro de 2020      | The World Between Us |
| Indonésia        | GMA Pinoy TV | setembro de 2019       | fevereiro de 2020      | The World Between Us |
| Singapura        | GMA Pinoy TV | setembro de 2019       | fevereiro de 2020      | The World Between Us |
| Papua-Nova Guiné | GMA Pinoy TV | setembro de 2019       | fevereiro de 2020      | The World Between Us |
| Austrália        | GMA Pinoy TV | setembro de 2019       | fevereiro de 2020      | The World Between Us |
| Nova Zelândia    | GMA Pinoy TV | setembro de 2019       | fevereiro de 2020      | The World Between Us |
| Europa           | GMA Pinoy TV | setembro de 2019       | fevereiro de 2020      | The World Between Us |
| Médio Oriente    | GMA Pinoy TV | setembro de 2019       | fevereiro de 2020      | The World Between Us |